# Marchena (eiland)
Marchena (ook wel  Bindloe Island) is een van de kleine Galapagoseilanden; het ligt in het noorden van de archipel.

## Beschrijving
Het eiland is vulkanisch, de laatste uitbarsting vond plaats in 1991. Het eiland wordt nauwelijks bezocht, ook niet door natuurbeheerders en biologen. Er is wel duiktoerisme in het omliggend zeegebied. In 1967 werden geiten op het eiland losgelaten. Sinds de jaren 1970 wordt gestreefd het eiland te ontdoen van geiten, met wisselend succes en met behulp van een judasgeit. Sinds 1988 is er een andere schadelijke invasieve soort, een mier (Wasmannia auropunctata. Engels: Little fire ant) uit de onderfamilie van de Myrmicinae. Ook dit insect wordt bestreden.
Op het eiland komt een endemische soort hagedis voor uit de familie van de kielstaartleguanen (Microlophus habelii, in het Engels Marchena Lava Lizard)
De zee rondom het eiland en de grillig gevormde kust met grotten is rijk aan zeeleven waaronder diverse soorten haaien (hamerhaaien), maar ook dolfijnen en zeeschildpadden.